# Maria Maddalena De Lellis
Maria Maddalena De Lellis (San Gregorio Matese, 8 agosto 1835 – San Gregorio Matese, 7 marzo 1908) è stata una brigante italiana.

## Biografia
Maria Maddalena De Lellis nacque l'8 agosto 1835 a S. Gregorio, l'attuale San Gregorio Matese in provincia di Caserta.
Contadina, analfabeta, con un marito in galera per connivenza col brigantaggio e un figlio piccolo, nella primavera del 1864 divenne l'amante di Andrea Santaniello. Ex soldato dell'esercito borbonico, dopo essere stato il braccio destro di Cosimo Giordano, capo di tutti i capibrigante del Matese, aveva formato una propria banda che aveva inquadrato secondo regole militari.
Nel giro di pochi mesi la storia divenne nota, e quando i soldati andarono per arrestarla, Maddalena si dette alla macchia.
La banda era nascosta sui monti del Matese, ma con l'arrivo della neve si spostò verso S.Potito dove poteva contare sull'aiuto di vari massari, che li fornivano di cibo ed armi.
Della banda facevano parte briganti di spicco quali Giovanni Civitillo detto “senza paura”,  Giovangiuseppe Campagna detto “il rosso” ed i fratelli Antonio e Vincenzo Arcieri. 
Maddalena non era solo l'amante del capo: partecipava agli incendi delle case coloniche, alle rapine, ai sequestri ed aveva anche il suo fucile personale, svolgendo un ruolo di vero brigante che nessun uomo le contestò mai.
Nella primavera del 1865 tutti i suoi parenti vennero incarcerati, per mesi, al fine di indurla alla costituzione.

### Assalto di San Potito
La sera del 22 luglio 1865 partecipò all'assalto di S.Potito. Le bande riunite di Cosimo Giordano, Andrea Santaniello e Antonio De Lellis volevano rapire don Enrico Sanillo, ricchissimo possidente della zona. Ma nella sparatoria avvenuta al caffè Riccitelli il Sanillo vi rimase misteriosamente ucciso. Tale omicidio fu motivo di discussione il giorno dopo tra Santaniello e Giordano, per cui le bande si divisero.
Nel settembre 1865 la comitiva si trasferì sui monti di Cervinara, nell'avellinese, dove ebbero scontro a fuoco con la forza pubblica a Polvica e sequestri di persona a Talanico ed Arienzo. A loro si aggregarono briganti della zona quali Sabatiello Capuano detto “mascella” e Pasquale Miele detto “pulcinella”. Maddalena partecipò sempre ai combattimenti, vestita da uomo con abiti forniti da un sarto di Nola.
Con l'inverno la banda tornò verso il Matese.

### Cattura
La notte del 2 dicembre 1865 i briganti erano in una masseria di Sant'Angelo d'Alife quando furono attaccati dalla Guardia Nazionale. Ferita da un colpo di fucile, Maddalena De Lellis fu catturata e trasportata nel carcere di Piedimonte Matese.
Sottoposta a diversi interrogatori raccontò della sua vicenda, dichiarando anche la aperta protezione che la banda riceveva da Achille Del Giudice, sindaco di S.Gregorio e consigliere provinciale.
I soldati che la catturarono intascarono una corposa taglia. 
Nel maggio 1868 la Corte d'Appello di Napoli la riconobbe colpevole della strage di S. Potito, venendo quindi condannata ai lavori forzati a vita dalla Corte d'Assise Ordinaria di S. Maria Capua Vetere. Durante il processo lei fu sempre presente in aula nella gabbia degli imputati.
Il suo giovane avvocato d'ufficio, Giacinto Bosco, presentò ricorso alla sentenza, per cui nel 1871 fu condannata a 25 anni di lavori forzati, interdizione legale e dai pubblici uffici, oltre a 10 anni di sorveglianza speciale della Pubblica Sicurezza dopo la conclusione della pena.
Probabilmente scontò la pena nel carcere femminile della Giudecca a Venezia.

### Ritorno al paese
Alla fine del secolo tornò a San Gregorio. Qui è ricordata mentre si recava in chiesa zoppicando appoggiata ad un bastone, seguita di un codazzo di bambini che esclamavano: "La Padovella, la brigantessa, la Padovella!".
La memoria popolare racconta che, nei suoi ultimi anni di vita, la gente del paese che andava a lavorare la terra le lasciava in custodia i propri bambini. E questo asilo infantile ante litteram è il segno che la comunità di S. Gregorio accettò la brigantessa. È la riabilitazione di un proprio membro, da parte di una società che ha visto passare briganti, piemontesi, spie, liberatori, deputati e nuovi re.

### Morte
A San Gregorio Maddalena De Lellis morì di morte naturale a 72 anni, il 7 marzo 1908.